# 孔多爾森卡山 (帕魯羅省)
13°59′30″S 71°45′45″W / 13.99167°S 71.76250°W
孔多爾森卡山（Kuntur Sinqa），是秘魯的山峰，位於該國南部庫斯科大區的帕魯羅省，處於阿普里馬克河以西，屬於安第斯山脈的一部分，海拔高度4,256米。